# Волнат Спрингс (Тексас)
Волнат Спрингс (енгл. Walnut Springs) град је у америчкој савезној држави Тексас. По попису становништва из 2010. у њему је живело 827 становника.

## Демографија
Према попису становништва из 2010. у граду је живело 827 становника, што је 72 (9,5%) становника више него 2000. године.
| Група             | 2000.       | 2010.       |
| Белци             | 518 (68,6%) | 545 (65,9%) |
| Афроамериканци    | 0 (0,0%)    | 1 (0,1%)    |
| Азијати           | 0 (0,0%)    | 0 (0,0%)    |
| Хиспаноамериканци | 212 (28,1%) | 255 (30,8%) |
| Укупно            | 755         | 827         |